# Plumieux
Plumieux [plymiø] est une commune du département des Côtes-d'Armor, dans la région Bretagne, en France. Le 1er janvier 2025, elle est une commune nouvelle en fusionnant avec les communes du Cambout et de Coëtlogon.

## Géographie

### Localisation
Située au sud du département des Côtes-d'Armor, la commune est limitrophe du Morbihan.
Une petite partie nord-est de la forêt de Lanouée se trouve sur la commune, la grande majorité du massif se trouvant sur la commune voisine morbihannaise des Forges.

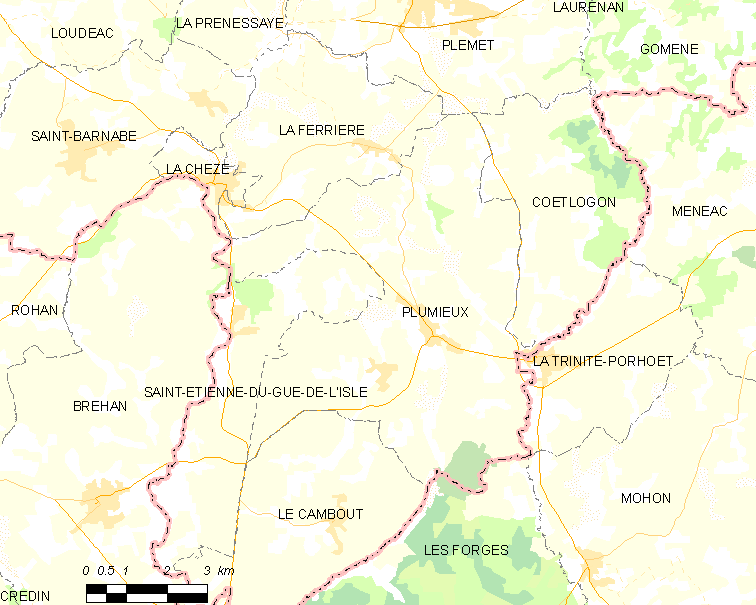
Carte de la commune de Plumieux.

| Bréhan (Morbihan)              | Plémet                       | Coëtlogon                     |
| Saint-Étienne-du-Gué-de-l'Isle | Plumieux                     | La Trinité-Porhoët (Morbihan) |
| Le Cambout                     | Forges de Lanouée (Morbihan) |                               |

### Hydrographie
Pour un article plus général, voir Réseau hydrographique des Côtes-d'Armor.
La commune est située dans le bassin Loire-Bretagne. Elle est drainée par le Lié, le Ninian et divers autres petits cours d'eau,.
Le Lié, d'une longueur de 61 km, prend sa source dans la commune de Plœuc-L'Hermitage et se jette  dans l'Oust à Forges de Lanouée, après avoir traversé 15 communes. 
Le Ninian, d'une longueur de 60 km, prend sa source dans la commune de Laurenan et se jette  dans le canal de Nantes à Brest à Val d'Oust, après avoir traversé 16 communes. 

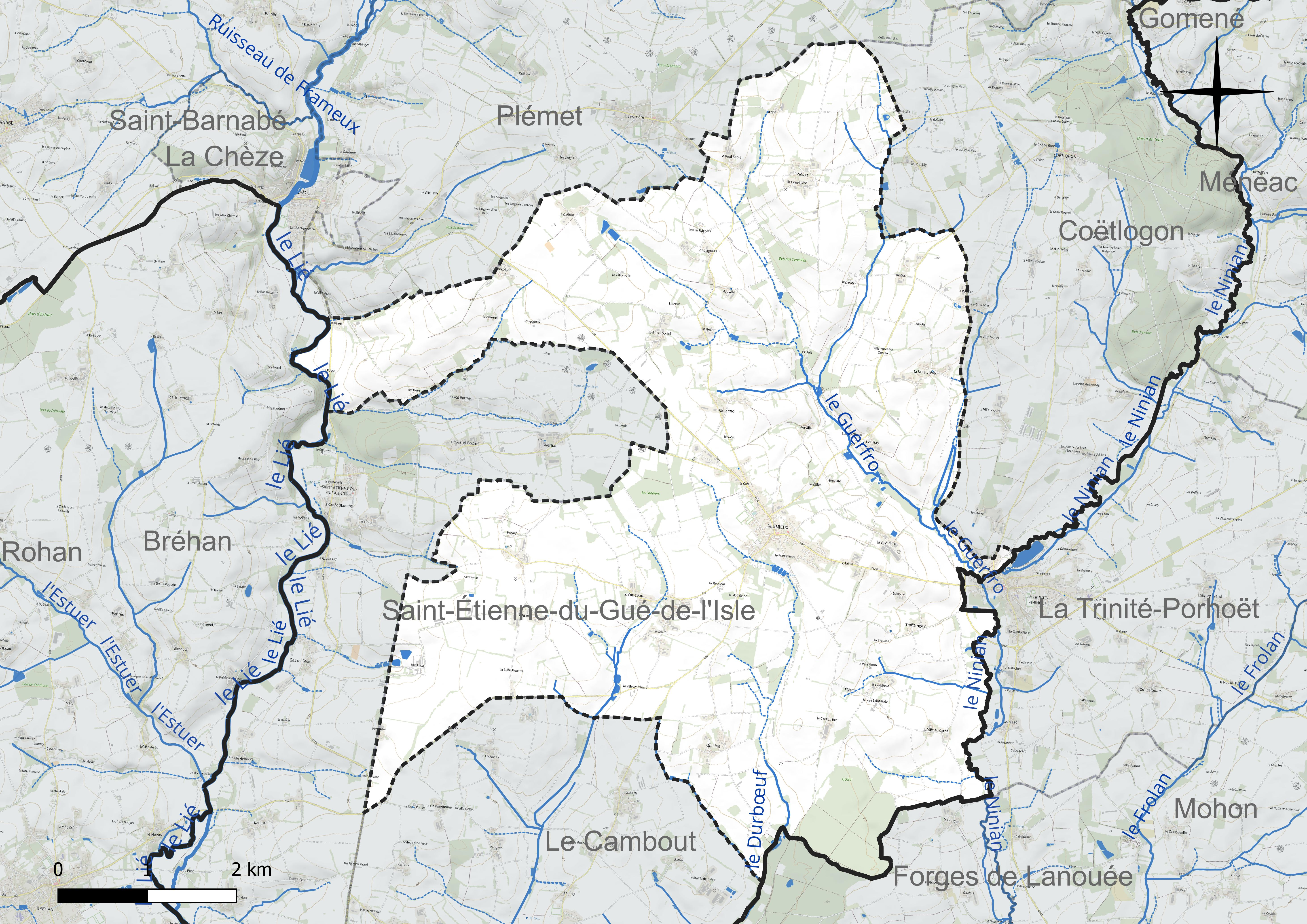
Réseau hydrographique de Plumieux.

### Climat
Pour des articles plus généraux, voir Climat de la Bretagne et Climat des Côtes-d'Armor.
En 2010, le climat de la commune est de type climat océanique franc, selon une étude du CNRS s'appuyant sur une série de données couvrant la période 1971-2000. En 2020, Météo-France publie une typologie des climats de la France métropolitaine dans laquelle la commune est exposée à un climat océanique et est dans une zone de transition entre les régions climatiques « Finistère nord » et « Bretagne orientale et méridionale, Pays nantais, Vendée ». Parallèlement l'observatoire de l'environnement en Bretagne publie en 2020 un zonage climatique de la région Bretagne, s'appuyant sur des données de Météo-France de 2009. La commune est, selon ce zonage, dans la zone « Intérieur Est  », avec des hivers frais, des étés chauds et des pluies modérées).
Pour la période 1971-2000, la température annuelle moyenne est de 11,1 °C, avec une amplitude thermique annuelle de 12,1 °C. Le cumul annuel moyen de précipitations est de 819 mm, avec 13,2 jours de précipitations en janvier et 6,6 jours en juillet. Pour la période 1991-2020, la température moyenne annuelle observée sur la station météorologique la plus proche, située sur la commune de Loudéac à 15 km à vol d'oiseau, est de 11,5 °C et le cumul annuel moyen de précipitations est de 922,6 mm,. Pour l'avenir, les paramètres climatiques de la commune estimés pour 2050 selon différents scénarios d'émission de gaz à effet de serre sont consultables sur un site dédié publié par Météo-France en novembre 2022.

## Urbanisme

### Typologie
Au 1er janvier 2024, Plumieux est catégorisée commune rurale à habitat dispersé, selon la nouvelle grille communale de densité à 7 niveaux définie par l'Insee en 2022.
Elle est située hors unité urbaine. Par ailleurs la commune fait partie de l'aire d'attraction de Loudéac, dont elle est une commune de la couronne,. Cette aire, qui regroupe 22 communes, est catégorisée dans les aires de moins de 50 000 habitants,.

### Occupation des sols
L'occupation des sols de la commune, telle qu'elle ressort de la base de données européenne d’occupation biophysique des sols Corine Land Cover (CLC), est marquée par l'importance des territoires agricoles (94,3 % en 2018), une proportion sensiblement équivalente à celle de 1990 (94,7 %). La répartition détaillée en 2018 est la suivante : 
terres arables (72,1 %), zones agricoles hétérogènes (15,2 %), prairies (7 %), forêts (3,2 %), zones urbanisées (2,5 %). L'évolution de l’occupation des sols de la commune et de ses infrastructures peut être observée sur les différentes représentations cartographiques du territoire : la carte de Cassini (XVIIIe siècle), la carte d'état-major (1820-1866) et les cartes ou photos aériennes de l'IGN pour la période actuelle (1950 à aujourd'hui).

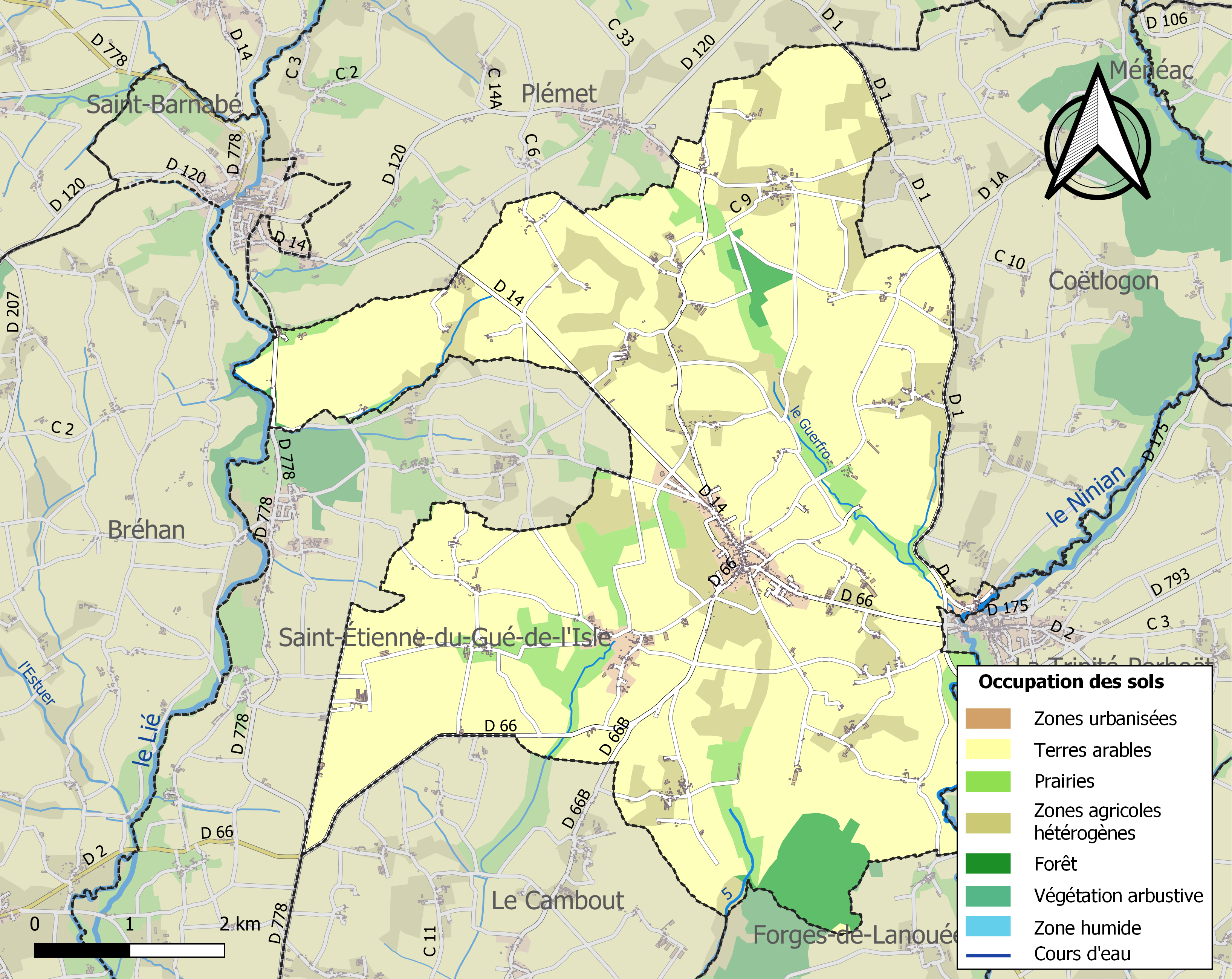
Carte des infrastructures et de l'occupation des sols de la commune en 2018 (CLC).

## Toponymie
Le nom de la localité est attesté sous les formes Plumiuc en 1066-1082, parochia de Plemieuc vers 1200, Plumyeuc en 1278, Peumout et Pleumieuc en 1284, Plimiouc en 1286, Plemiout en 1321, Plemieuc vers 1330, Plumieuc en 1427 et en 1507.
Le nom de la commune provient du mot breton plou signifiant « paroisse » et de saint Miog, également dénommé saint Mieux, saint Mayeux, saint Maeoc, saint Maëc, saint Nic, le fondateur de la paroisse en 540, saint breton peu connu, disciple de saint Méen,. Une place est dédiée au fondateur de la commune.

## Histoire

### Préhistoire et Antiquité
La voie romaine allant de Vannes à Corseul entre sur le territoire communal, venant de Lanoué, un peu avant le village de Chef-du-Bot ; « elle passe entre Plumieux et la Trinité, descend au moulin à eau qui est sous Villejean, coupe le chemin de la Trinité à Plémet, passe en Tourguily et pénètre de là en Plémet ; le long de son tracé se trouve un camp retranché, dénommé le fort de Langouet : ses talus ont 6 à 7 mètres de large à la base sur 2 à 3 mètres de haut ; on pénètre dans le fort par une entrée unique, ouverte au Sud ». Un autre camp, nommé les Douves, se voit entre la voie romaine et le château de Coetlogon. C'est une enceinte ovale dont la superficie, y compris les douves et les fossés, n'excède pas un demi-hectare. « En plusieurs endroits il y a encore plus de 10 mètres entre le plus profond du fossé et le haut du talus. Au centre est une maison de fermier, qui porte le nom donné dans le pays à ce camp, les Douves » écrivent A. Marteville et P. Varin en 1853.

### Moyen Âge
Plumieux aurait été fondé en 540 par un groupe d'hommes venus de Grande-Bretagne, dirigés par saint Mioc, disciple de saint Méen. C'est une paroisse de l'Armorique primitive qui englobait jadis, outre le territoire actuel de Plumieux, ceux de Le Cambout, Coëtlogon, La Chèze, La Ferrière et Saint-Étienne-du-Gué-de-l'Isle.
Le Cartulaire de Redon mentionne vers 1075, lors d'une donation du vicomte de Porhoët, la villa de Kermoil in Plumiuc.
« Par accord fait en 1280, le vicomte de Rohan donna à Thomas de Chemillé la terre de la Rivière, avec toutes ses dépendances, situées en la paroisse de Plumieux. En 1500 le manoir de la Couet et celui de la Ville-Eonet appartenaient à Jean de la Vallée; la Châtaigneraie à Louise Le Cointre ; le Gué-de-l'Isle à François de la Seillé et à demoiselle Cyprienne de Rohan ; le Cambout et le Bosq à Jean de Cambout ; le Bois-Courtel à Jean de Pongréal ; la Noë et Bordeleus à Antoine Folliart ; Kervu à Alain de la Vallée ; Bellevue à Gilles Chausson et La Barre à Pierre Bodegast ».

### Le prieuré de Saint-Leau
Dans la paroisse de Plumieux existait un prieuré situé à Saint-Leau (Saint-Lau), noté Sanctus Levianus ou Leviavus (en 1118, en 1163, en 1251) et qui appartenait aux moines de l’abbaye Saint-Jacut. Il est difficile d'en parler car peu de documents en ont conservé le souvenir. Une légende le fait remonter à saint Rémi. Il serait venu s'implanter dans le village de Penhouet avec l'intention d'y construire une abbaye. Mais les habitants mécontents l'auraient chassé et saint Rémi, toujours selon la légende, aurait dit: « Je jetterai mon manteau et là où il tombera, je m'implanterai ». Son manteau tomba à Saint-Leau. Avant de partir, le saint châtie le village de Penhouet : il déclare que ses habitants ne seraient jamais riches et que la famille de ceux qui l'ont chassé engendrerait toujours des tordus et des boiteux. S'il y a bien eu un saint Rémi à la base de la fondation du prieuré, ce ne peut pas être l’évêque de Reims qui a vécu de 437 à 533, comme se plaît à le faire croire la légende. En effet, à cette époque Plumieux n'existait pas encore et, si saint Rémi y était venu, son passage aurait laissé probablement des traces. Il se peut que le saint Rémi en question soit un moine totalement oublié.
Comme tous les autres, le prieuré de Saint-Leau a le droit d'organiser une foire et d'en toucher les bénéfices, c'est-à-dire de prélever des droits sur les marchés. C'est là l'origine de la foire de Saint-Leau qui se déroule le 1er octobre. Elle s'est probablement transférée à la Chèze au moment de la disparition du prieuré au XVIIIe siècle. En 1870, il en reste encore quelques ruines, mais les pierres ont été recueillies cette année-là pour construire l'église paroissiale de Plumieux.

### Temps modernes
Une bulle pontificale en date du 4 février 1526 crée la paroisse de Saint-Étienne-du-Gué-de-l'Isle en érigeant la chapelle Saint-Étienne en église paroissiale.
Les terres de la paroisse de Plumieux dépendaient de diverses seigneuries : peu avant la Révolution française, celles de la Trinité, de la Chèze (appartenant au duc de Rohan), Cambout (au prince de Lambesq), Coëtlogon (à Madame de Carné) et Saint-Lau (au prieur de Saint-Lau) ; toutes disposaient des droits de haute, moyenne et basse justice.
Jean-Baptiste Ogée décrit ainsi Plumieux en 1778 :

« Plumieux ; sur une hauteur ; à neuf lieues un tiers au Sud-Est de Saint-Brieuc, son évêché ; à 25 lieues de Rennes et à 5 lieues de Josselin, sa subdélégation. Cette paroisse, dont la cure est à l'alternative, ressortit à Ploërmel et compte 3 700 communiants. Ce territoire, coupé de ruisseaux qui vont se perdre dans la rivière du Lié, offre à la vue des terres en labeur, des prairies, des arbres fruitiers et des landes qui paraissent mériter les soins du cultivateur. »

### Révolution française
En l'an II (le 17 juillet 1795), un combat opposa environ 3 000 royalistes, commandés par le chevalier de Tinténiac, retranchés dans le château de Coëtlogon (alors en Plumieux) à 400 soldats républicains, commandés par le général Crubler ; les royalistes allaient être battus quand une colonne de 800 hommes vint les soutenir et renverser le cours de la bataille. De nombreux soldats républicains et insurgés royalistes auraient été tués lors de ce combat au cours duquel le château de Coëtlogon fut incendié. Le chevalier de Tinténiac, surnommé « Le loup blanc », fut tué lors de cette bataille.

### LeXIXesiècle
Par une ordonnance royale en date du 29 avril 1829 les villages du Guindard et de Gas-de-Bois sont transférés à la commune de Saint-Étienne-du-Gué-de-l'Isle.
En mai 1831 les membres de la brigade de gendarmerie mobile stationnée à Plumieux qui recherchaient un chef de chouans (dans le cadre de l'agitation préalable à la Chouannerie de 1832, une insurrection légitimiste) afin de l'arrêter furent attaqués dans le bourg de Plumieux par une trentaine d'hommes de la bande de La Houssaye (qui se cachaient le reste du temps en forêt de Lanouée) et, pris par surprise, désarmés. Un détachement du régiment du 6e léger est parti de Loudéac pour renforcer les forces de l'ordre.
A. Marteville et P. Varin, continuateurs d'Ogée, décrivent ainsi Plumieux en 1853 :

« Plumieux (sous l'invocation de Saint Pierre) ; commune formée de l'ancienne paroisse de ce nom ; aujourd'hui succursale. (...) Principaux villages : la Ville-Egarré, la Ville-Hervy, Torquilly, le Bas, la Ville-Grasland, Rameleuc, le Tertre, la Ville-Radio, la Ville-Morvan, la Ville-Ridorel, les Alliers, le Pont-Favrol, la Ville Jehan, Launay, Forville, Bodeleno, la Hèche Neuville, Pehart, le Breil Sablé, Biljaut, Foyer, Tresnel, Saint-Leau, le Fougeray, Gastric, Pengréal, le Cambout, la Ville-Jegu, Penhouet, Tréhorel, Quillieu, la Ville-au-Cerne, Treffainguy. Superficie totale 7 317 hectares dont (...) terres labourables 2 483 ha, prés et pâturages 410 ha, vergers et jardins 508 ha, bois 46 ha, landes et incultes 3 629 ha, étangs 8 ha (...). Moulins : 5 (de Kerbert, d'Embas, Nicolas, à eau ; de Pengréal, de Plumieux, à vent). (...) Géologie : schiste talqueux. On parle le français. »

Plumieux est ainsi décrit en 1862 par Joachim Gaultier du Mottay : « Territoire élevé et accidenté, coteaux de forme allongée. Landes nombreuses et occupant toutes les hauteurs, dont il serait facile de tirer un bon parti. Terres légères de médiocre qualité et produisant néanmoins tous les ans. Les rivières du Lié et du Ninian ou de la Trinité, et les ruisseaux de Coëtfrot et de Pengréal, arrosent la commune. L'église a pour patron saint Pierre ; elle tombe de vétusté ; elle possède cependant un assez beau portail. Chapelles de Saint-Thurian et de Sainte-Anne au village de Cambout. Le château de Coëtlogon est en ruines, mais sa façade est restée debout. (...) Géologie : schiste talqueux, diorite à la limite près de la Trinité ; grès et cailloux roulés au sud ». L'auteur précise également que Plumieux dispose d'une école de garçons ayant 32 élèves et qu'un notaire résidé dans la commune.
Un décret du 13 janvier 1866 crée la commune du Cambout, par scission de la partie sud-ouest et un autre en date du 14 mai 1870 crée la commune de Coëtlogon, par scission de la partie nord-est de la commune de Plumieux.
L'église paroissiale Saint-Pierre est construite en 1873 avec des pierres provenant des ruines de la chapelle Saint-Leau.
Un arrêté du préfet des Côtes-du-Nord en date du 14 avril 1889, suspendit de ses fonctions le maire de Plumieux, Alexandre Louet, pour avoir refusé de préocéder au mariage d'un divorcé du vivant de sa première femme ; le 25 avril 1889 un décret du président de la République révoqua le maire. Le 8 mai 1889 tous les membres du conseil municipal, en soutien à leur maire, démissionnèrent. En octobre 1890 tous les membres du conseil municipal signèrent une protestation contre la laïcisation de l'école communale, qui entraîna le départ de l'instituteur congréganiste et son remplacement par un instituteur laïc.
En juillet 1892 le sous-préfet de Loudéac vint faire une enquête à Plumieux car le curé aurait refusé l'absolution aux paroissiens qui envoyaient leurs enfants à l'école laïque.

### LeXXesiècle

#### La Belle Époque

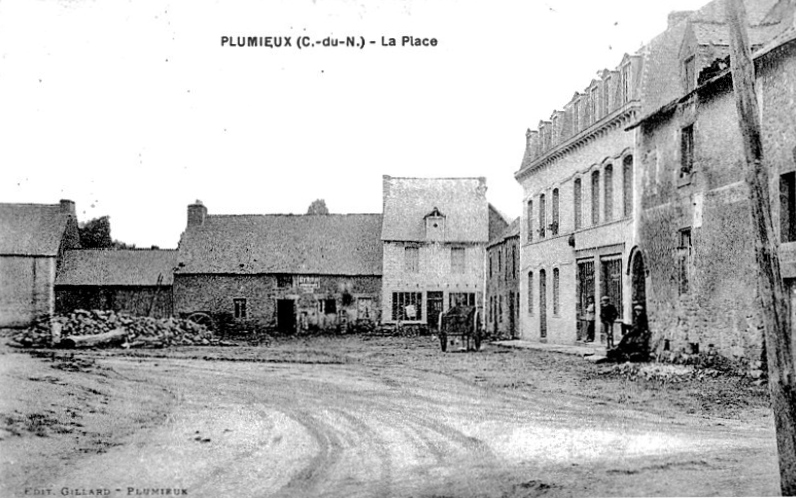
Plumieux : la place centrale au début du XXe siècle.
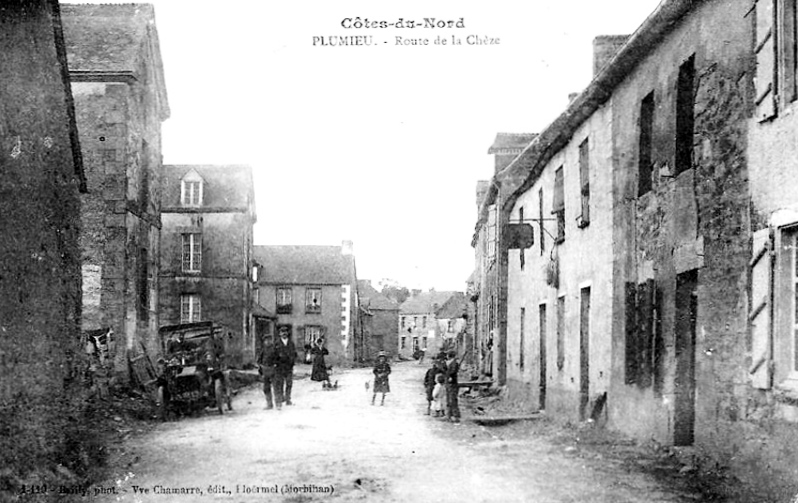
Plumieux : le bourg (route de la Chèze) au début du XXe siècle.

#### La Première Guerre mondiale
Le monument aux morts de Plumieux porte les noms de 114 soldats morts pour la Patrie pendant la Première Guerre mondiale.

#### L'Entre-deux-guerres
Le monument aux morts de Plumieux est construit en 1922 sur les plans du sculpteur T.M. Colombel.

#### La Seconde Guerre mondiale
Le monument aux morts de Plumieux porte les noms de 8 personnes mortes pour la France pendant la Seconde Guerre mondiale.

### LeXXIesiècle

#### Les parcs éoliens de Plumieux et des environs
En 2022, six parcs éoliens sont implantés dans un rayon de 10 kilomètres autour de Plumieux : le bourg de Plumieux et le hameau de Saint-Léau comptent chacun 17 éoliennes et les communes voisines de La Trinité-Porhoët et Mohon en comptent respectivement 20 et 31. La cour administrative d'appel de Nantes a validé en avril 2022 le refus d'autorisation d'un nouveau parc éolien de quatre éoliennes (projeté par la société "Engie Green") par le préfet des Côtes-d'Armor, aux motifs de la « saturation visuelle » du secteur, de la consommation de 2 600 m² de terres agricoles, d'une atteinte au patrimoine archéologique (une voie romaine se trouve à proximité du site envisagé).
Le 1er janvier 2025, elle fusionne avec les communes du Cambout et de Coëtlogon, tout en gardant le même nom.

## Politique et administration

### Liste des maires
| Période                                  | Période     | Identité              | Étiquette | Qualité |
| ---------------------------------------- | ----------- | --------------------- | --------- | --- |
|                                          |             |                       |           | |
|                                          |             | Cherel                |           | |
|                                          |             | Le Vexier             |           | |
|                                          |             | Mathrin Bochet        |           | Propriétaire, rentier.                                                                                        |
|                                          |             | Louet                 |           | |
|                                          |             | Charles de Kerpezdron |           | Comte ; propriétaire.                                                                                         |
|                                          | 1866        | Joseph Louet          |           | Notaire. |
|                                          | 1889        | Alexandre Louet       |           | Fils de Joseph Louet, maire précédent. Révoqué en 1889 pour avoir refusé de procéder au mariage d'un divorcé. |
|                                          |             |                       |           | |
| avant 1981                               | ?           | Joseph Guéguen        |           | |
| mars 1989                                | juin 1995   | Francis Anger         |           | Ancien secrétaire de mairie                                                                                   |
| juin 1995                                | mars 2008   | Rolande Pichard       |           | Secrétaire |
| mars 2008                                | mars 2014   | Gérard Connan         |           | Transporteur routier                                                                                          |
| mars 2014                                | 28 mai 2020 | Pierrick Le Cam       | SE        | Employé |
| 28 mai 2020                              | En cours    | Sébastien Quinio      |           | |
| Les données manquantes sont à compléter. |             |                       |           | |

### Communes déléguées
| Nom              | Code Insee | Intercommunalité                        | Superficie (km2) | Population (dernière pop. légale) | Densité (hab./km2) |
| ---------------- | ---------- | --------------------------------------- | ---------------- | --------------------------------- | ------------------ |
| Plumieux (siège) | 22241      | CC Loudéac Communauté ? Bretagne Centre | 73,29            | 1 654 (2022)                      | 23                 |
| Le Cambout       | 22027      | CC Loudéac Communauté ? Bretagne Centre | 18,02            | 408 (2022)                        | 23                 |
| Coëtlogon        | 22043      | CC Loudéac Communauté ? Bretagne Centre | 16,35            | 225 (2022)                        | 14                 |

## Population et société

### Démographie
L'évolution du nombre d'habitants est connue à travers les recensements de la population effectués dans la commune depuis 1793. Pour les communes de moins de 10 000 habitants, une enquête de recensement portant sur toute la population est réalisée tous les cinq ans, les populations de référence des années intermédiaires étant quant à elles estimées par interpolation ou extrapolation. Pour la commune, le premier recensement exhaustif entrant dans le cadre du nouveau dispositif a été réalisé en 2005.

En 2022, la commune comptait 1 654 habitants, en évolution de +62,8 % par rapport à 2016 (Côtes-d'Armor : +1,78 %, France hors Mayotte : +2,11 %).
| 1793  | 1800  | 1806  | 1821  | 1831  | 1836  | 1841  | 1846  | 1851  |
| ----- | ----- | ----- | ----- | ----- | ----- | ----- | ----- | ----- |
| 3 596 | 4 155 | 3 230 | 3 277 | 3 584 | 3 464 | 3 238 | 3 310 | 3 415 |

| 1856  | 1861  | 1866  | 1872  | 1876  | 1881  | 1886  | 1891  | 1896  |
| ----- | ----- | ----- | ----- | ----- | ----- | ----- | ----- | ----- |
| 3 236 | 3 367 | 2 353 | 1 793 | 1 550 | 1 570 | 1 703 | 1 725 | 1 826 |

| 1901  | 1906  | 1911  | 1921  | 1926  | 1931  | 1936  | 1946  | 1954  |
| ----- | ----- | ----- | ----- | ----- | ----- | ----- | ----- | ----- |
| 1 889 | 1 782 | 1 832 | 1 801 | 1 868 | 1 816 | 1 679 | 1 516 | 1 494 |

| 1962  | 1968  | 1975  | 1982  | 1990  | 1999  | 2005  | 2006  | 2010  |
| ----- | ----- | ----- | ----- | ----- | ----- | ----- | ----- | ----- |
| 1 493 | 1 343 | 1 236 | 1 227 | 1 178 | 1 075 | 1 071 | 1 083 | 1 075 |

| 2015  | 2020  | 2022  | - | - | - | - | - | - |
| ----- | ----- | ----- | - | - | - | - | - | - |
| 1 019 | 1 028 | 1 654 | - | - | - | - | - | - |

## Culture locale et patrimoine

### Lieux et monuments
- L'église Saint-Pierre, construite à partir de 1873, selon les plans de l'architecte M.-A. Guépin, avec des pierres provenant des ruines de la chapelle Saint-Leau ; sa tour date de 1912 et a été bénie le 21 mai 1914[33].

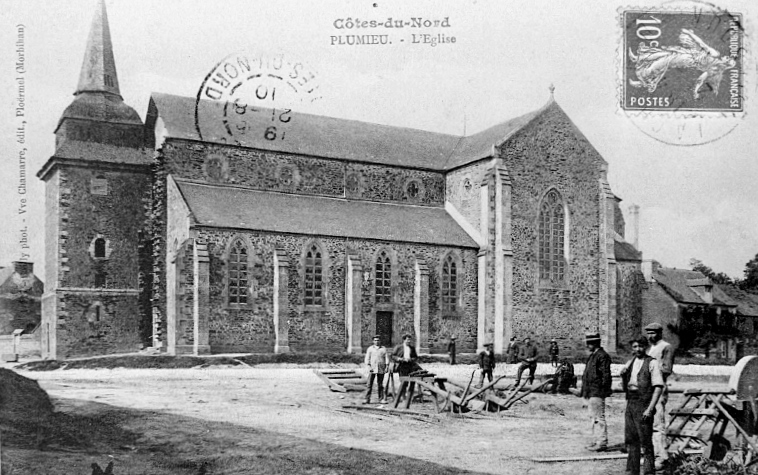
L'église paroissiale Saint-Pierre au début du XXe siècle vers la fin des travaux de sa construction.

- Les croix :
  - Croix de Saint-Leau, elle provient de l'ancien prieuré de Saint-Leau ; elle date du XVe siècle et est classée monuments historiques depuis le 19 juin 1964[34].
  - Croix du milieu du cimetière[35].
  - Croix de Chemin Saint-Rémi, date du XVIIe siècle[36].
  - Croix de chemin Launay : elle date du Moyen Âge, mais est amputée de son fût[37].
  - Croix de chemin Saint-Leau : elle date du Moyen Âge et se trouve à l'emplacement de l'ancienne chapelle de Saint-Leau[38].
  - Croix de chemin La Ville-Juhel : elle date du Moyen Âge[39].
  - Croix de chemin Saint-Armel[40].

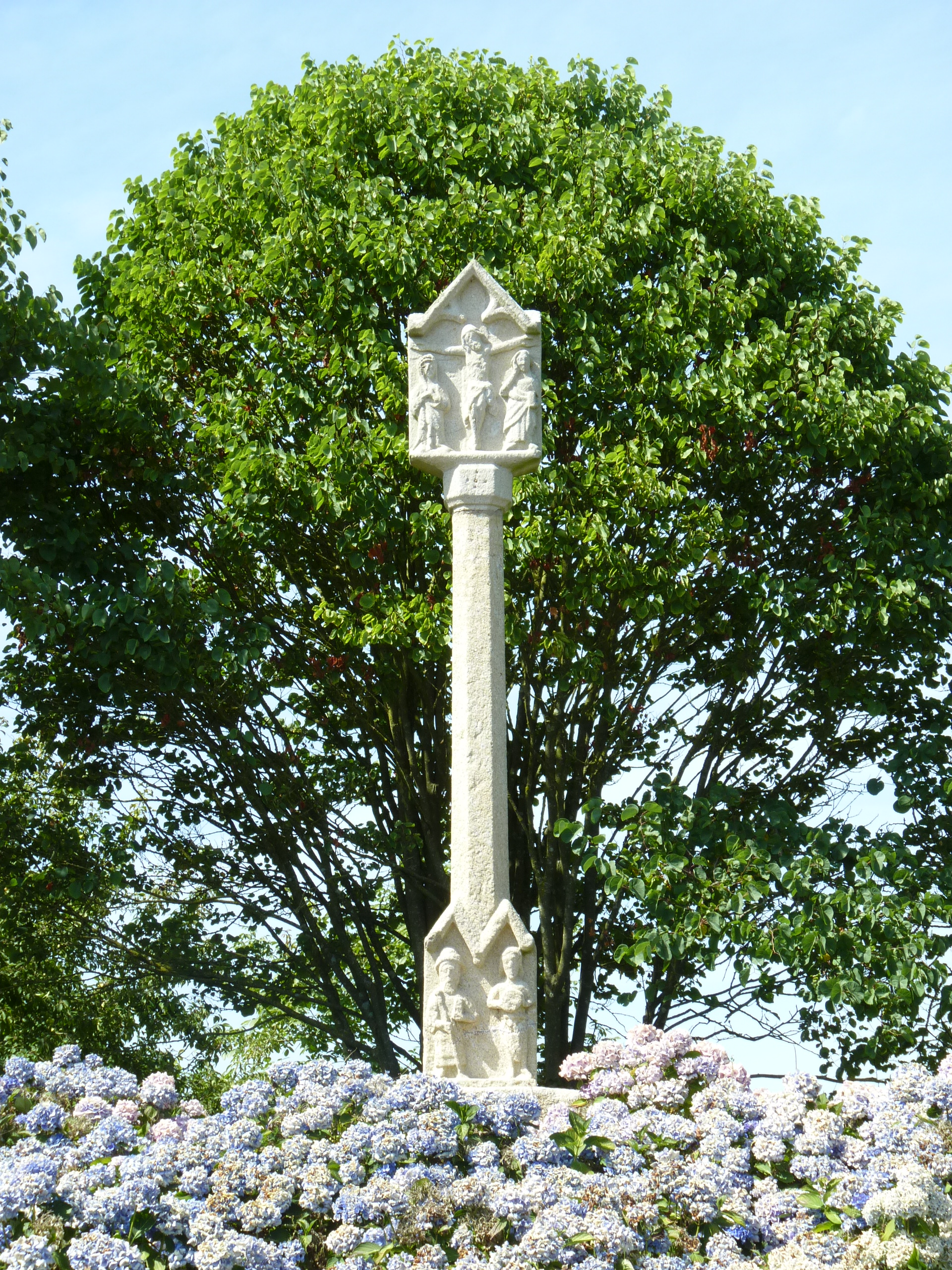
La croix de Saint-Leau du fond du cimetière datant du XVe siècle.
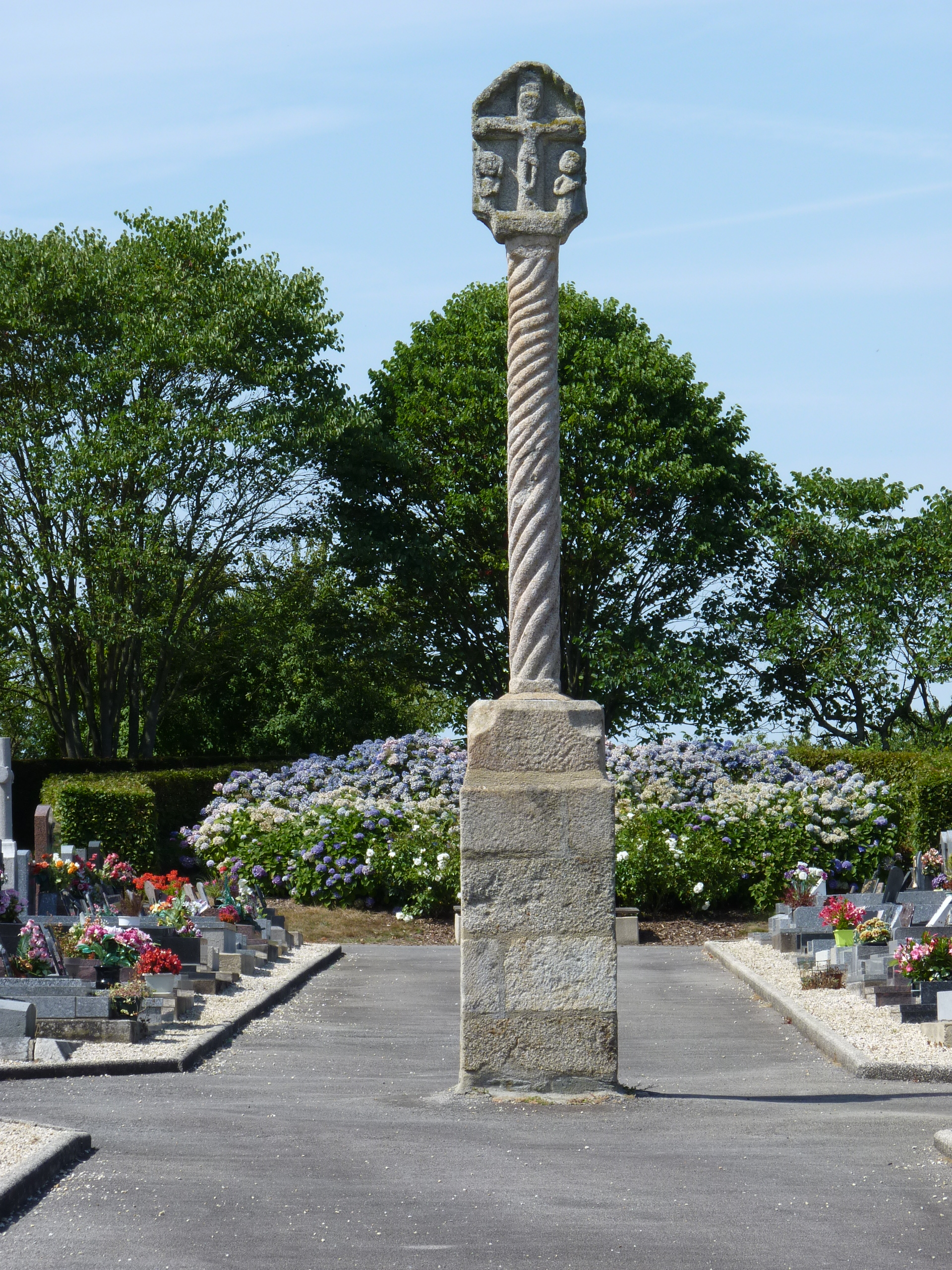
La croix du milieu du cimetière : vue d'ensemble.
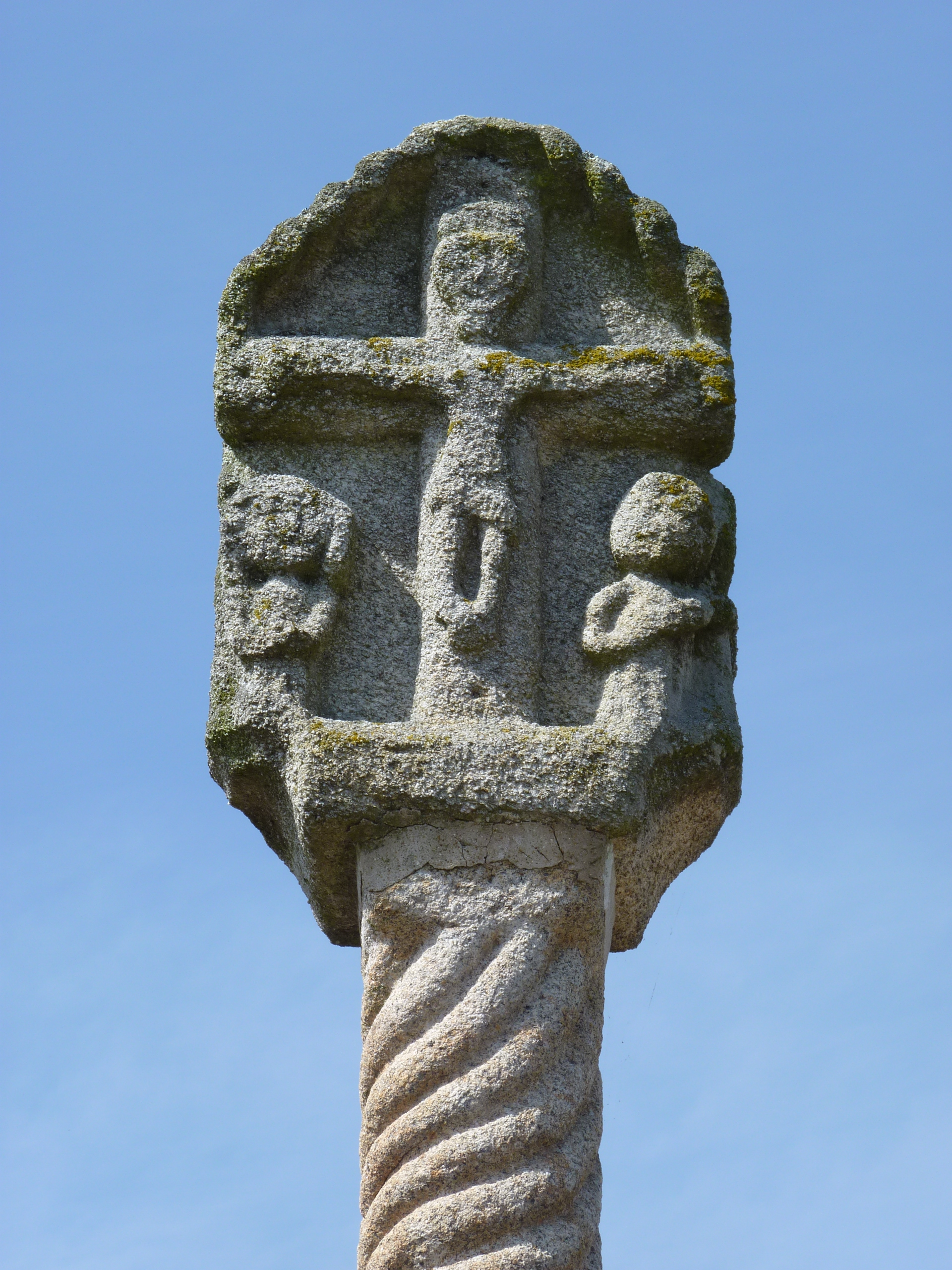
La croix du milieu du cimetière : partie sommitale.
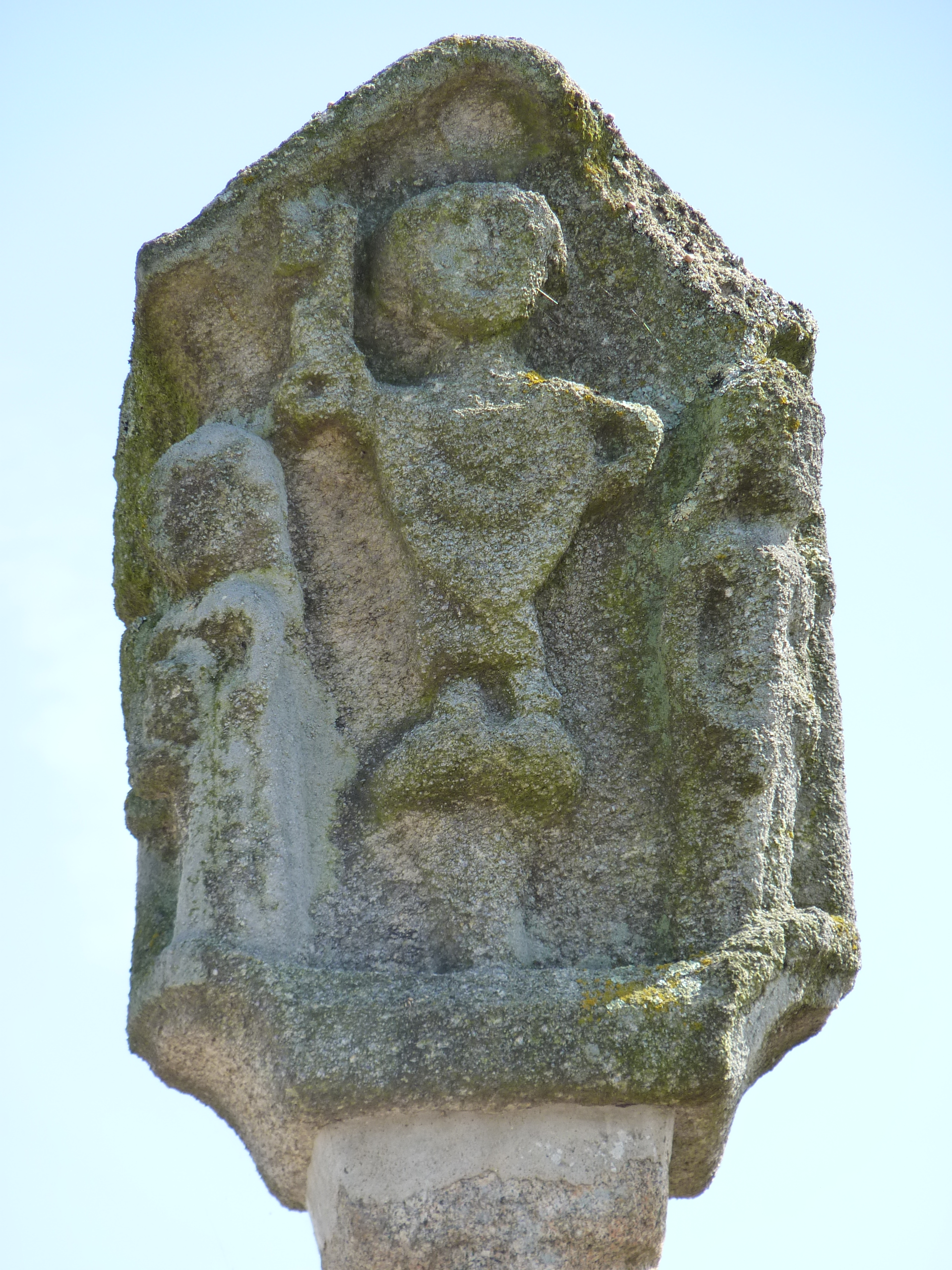
La croix du milieu du cimetière : partie sommitale (autre face).

- L'ancienne chapelle de Saint-Leau, aujourd'hui disparue, mais la maison de prêtre, construite en 1651 existe encore[41].
- Le manoir de Lascoet : il date de la fin du XVe siècle ou du début du XVIe siècle et a été construit par la famille de La Vallée (propriété privée)[42].
- L'ancien haras de Plumieux[43].
- Plusieurs maisons et fermes de la commune présentent un intérêt architectural[44].